# John Kerr (ator)
John Grinham Kerr (New York, 15 de novembro de 1931 - Pasadena, 2 de fevereiro de 2013) foi um advogado e ator americano. Filho dos atores Geoffrey Kerr e June Walker e neto do também ator Frederick Kerr, seguiu a vocação da família.

## Carreira
Formou-se em Artes Cênicas na Universidade Harvard e começou a atuar no histórico Brattle Theatre, um cine-teatro com uma particularidade incomum para os cinemas, pois o projetor cinematográfico era atrás da tela e não atrás da platéia, como normalmente ocorre.
Em 1953 estreou na Broadway na peça "Bernardine" e já no ano seguinte, 1954, ganhou um Tony Award pela sua performance na peça "Tea and Sympathy". Em 1956, fez o mesmo papel, só que agora no cinema, no filme Tea and Sympathy.
Nas décadas de 1950 e 1960 trabalhou intensamente, com maior ênfase para o cinema e a televisão, tendo participado em produções como: "Justice" (série de TV de 1954), The Cobweb (filme de 1955), The Quatermass Xperiment (filme de 1955), "Gaby" (filme de 1956 que é um remake do filme Waterloo Bridge de 1931 em que seu avo trabalhou), South Pacific (filme de 1958), The Crowded Sky (filme de 1960), The Pit and the Pendulum (filme de 1961), Alfred Hitchcock Presents (série de TV de 1955/1962), Gunsmoke (série de TV de 1955/1975, o segundo seriado televisivo mais longo da TV americana).
No final de década de 1960 interessou-se por direção de arte e trabalhou como auxiliar do cineasta Leo Penn em alguns episódios da série "Run for Your Life", mas o que presenciou, nos bastidores, lhe deixo indignado a ponto de entrar para a Universidade da Califórnia e formar-se em Direito em 1971.
Durante a década de 1970 e medos da década seguinte, compartilhou a atividade de ator com a nova profissão, advogando em um escritório em Beverly Hills. Neste período, atuou com ênfase em produções da TV, como Yuma (telefilme de 1971), Dealing: Or the Berkeley-to-Boston Forty-Brick Lost-Bag Blues (filme de 1972), The Longest Night (telefilme de 1972), The Silent Partner (telefilme de 1978), The Amateur (filme de 1981) ou Australian Dream (filme de 1986). Suas última atuações como ator ocorreram no telefilme "The Park Is Mine" de 1986 e um breve participação num episódio da séria "The Ray Bradbury Theater" em 1992.
Suas atividades como ator cessaram em 1986 mas sua vida profissional continuou até o ano de 2000 quando aposentou da atividade advocatícia. Nos treze anos seguinte, gozou a aposentadoria com sua esposa, filhos e netos, mas em fevereiro de 2013, faleceu em decorrência de uma insuficiência cardíaca no "Huntington Memorial Hospital", em Pasadena, Califórnia.